# Звезда Фребеля

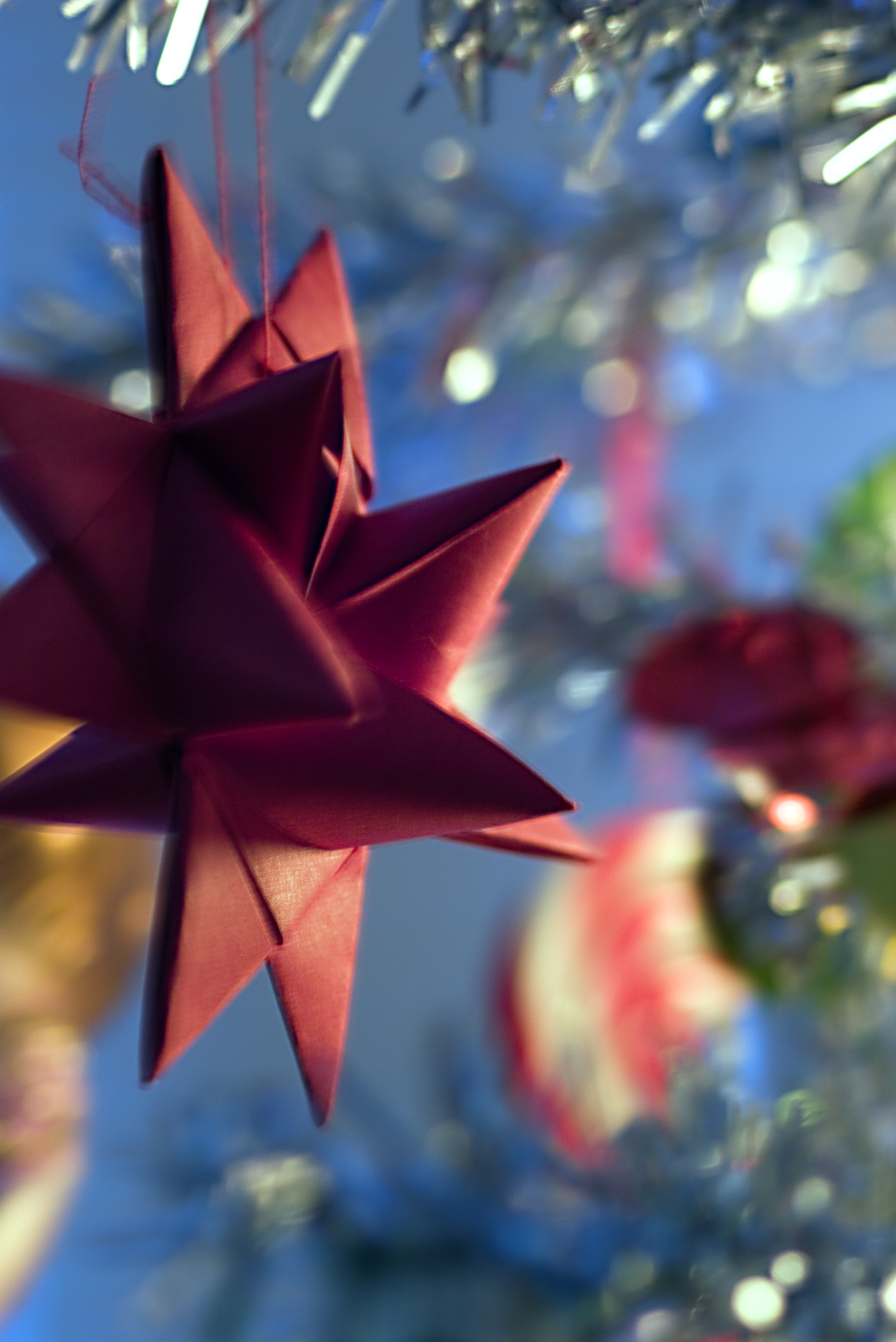
Звезда Фребеля в рождественском декоре

Звезда́ Фре́беля или звезда Фрёбеля (нем. Fröbelstern), — рождественское украшение, популярное в Германии. Названо в честь Фридриха Фребеля — немецкого педагога, использовавшего её для обучения детей. Представляет собой объёмную звезду, сплетённую из четырёх полосок бумаги.

## Описание
Звезда Фребеля собирается из четырёх одинаковых бумажных полосок с соотношением ширины к длине от 1:25 до 1:30. Процедура плетения и складывания может быть выполнена примерно за сорок шагов. Готовое изделие представляет собой объёмную звезду с восемью плоскими зубцами и восемью конусообразными наконечниками.
Изготовление звёзд Фребеля берёт своё начало в немецком фольклоре. Традиционно звёзды после складывания обмакивали в воск и посыпали блёстками. Звезду Фребеля можно считать формой оригами, поскольку она делается из одинаковых листов бумаги и собирается без использования клея. Однако относится она к оригами лишь частично, так как при её создании используется ещё и плетение бумаги.

## История

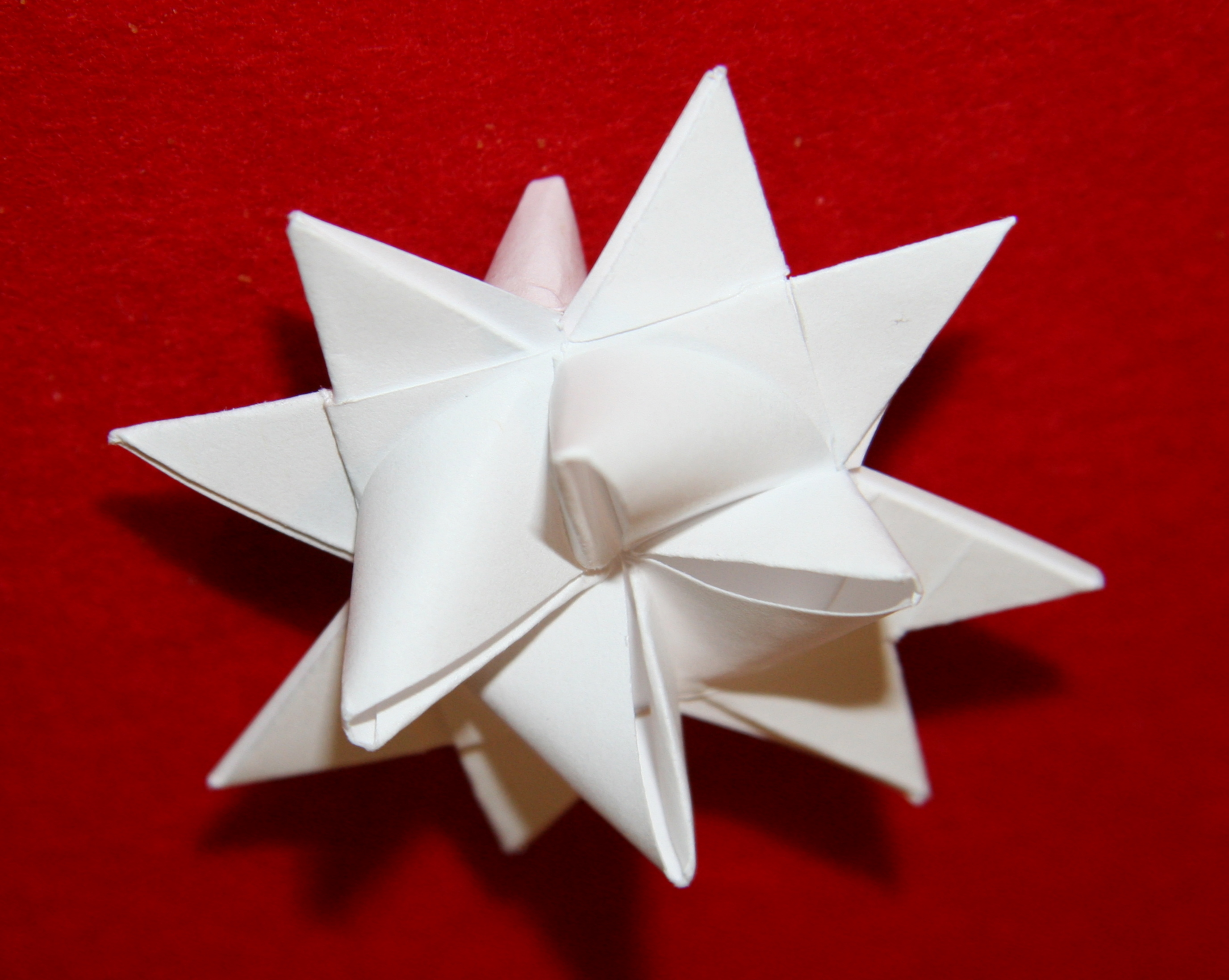
Звезда Фребеля

Звезда Фребеля носит имя немецкого педагога Фридриха Фребеля (1782—1852), основателя концепции детского сада. Фребель для развития мелкой моторики у детей использовал простые материалы, с помощью которых они должны были складывать и ткать различные предметы. Они обучались аккуратности, чувству пропорций и геометрии. Однако вероятно, что придумал звезду не Фребель.
Описания того, как складывать звезду Фребеля, относятся, по крайней мере, к XIX веку. В Германии звезда стала известна как Fröbelstern с 1960-х годов. Её используют в качестве украшения подарков, венков, рождественских ёлок, окон и так далее.